# Víctor Hugo Gutiérrez Yáñez
Víctor Hugo Gutiérrez Yáñez (Ciudad de México, 10 de enero de 1970) es un político y activista mexicano. Fue diputado de la Asamblea Legislativa del Distrito Federal de 2000 a 2003.

## Biografía
Víctor Hugo Gutiérrez Yáñez nació el 10 de enero de 1970 en la Ciudad de México. Estudió la licenciatura en derecho en el Centro de Estudios en Alta Dirección y la licenciatura en finanzas en la Universidad Tecnológica de México. Estudió la maestría en derecho procesal y el doctorado en ciencias jurídicas en la Universidad Analítica Constructivista de México.
En las elecciones del Distrito Federal de 2000 fue electo como diputado de la Asamblea Legislativa del Distrito Federal por el distrito 4 de la ciudad. Ocupó el cargo de septiembre de 2000 a septiembre de 2003 como integrante de la bancada del Partido Acción Nacional. Posteriormente fue nombrado presidente de la Comisión Iberoamericana de Derechos Humanos para el Desarrollo de las Américas.
El 6 de julio de 2023 se inscribió en el proceso de selección del candidato presidencial de la coalición Va por México, integrada por el Partido Acción Nacional, el Partido Revolucionario Institucional y el Partido de la Revolución Democrática.